# Arco di Portogallo
L'arco di Portogallo (conosciuto anche nel medioevo come arcus de Trofoli o de Tripolis, da arcus triumphalis, e in epoca moderna come arco dei Retrosoli) era un antico arco di Roma, situato sulla via Lata (attuale via del Corso), poco prima di via della Vite.
La denominazione con cui oggi è maggiormente noto risale al XVI secolo e deriva dalla sua localizzazione presso Palazzo Fiano, ove dal 1488 al 1508 visse il cardinale portoghese Jorge da Costa, cardinale titolare di San Lorenzo in Lucina.

## Storia e descrizione
La datazione del monumento è controversa. La maggior parte degli studiosi attribuisce l'arco all'età tardo-antica, forse all'età di Aureliano, ipotizzando che costituisse uno degli accessi monumentali al suo tempio del Sole.
L'arco, comunque, presentava rilievi del periodo adrianeo, dunque di epoca precedente: è possibile che questi siano stati reimpiegati come spolia per decorare il monumento costruito sotto Aureliano, in maniera analoga a quanto sarebbe stato poi fatto per l'arco di Costantino.
Due rilievi rappresentano l'Elargizione di aiuti alimentari ai bambini romani, presieduta da Adriano, e l'Apoteosi di Vibia Sabina (moglie defunta dell'imperatore). Appartiene a un ritrovamento diverso, ma probabilmente correlato, l'Adventus di Adriano accolto da tre personificazioni (dea Roma, Senato e Popolo romano), proveniente da piazza Sciarra.
L'arco era costruito in blocchi di peperino e travertino, con l'attico in laterizio (mattoni). Le colonne, con capitelli compositi che inquadravano il fornice unico furono in parte eliminate, insieme alla trabeazione, tra il 1550 e il 1565.
Fu definitivamente demolito nel 1662 per volere di papa Alessandro VII, in quanto malridotto e di intralcio alla viabilità sulla trafficata  via del Corso: l'intervento è ricordato da una targa posta sul luogo nel 1665. I tre rilievi adrianei furono posti nello scalone di Palazzo dei Conservatori, Musei Capitolini.

## Galleria d'immagini

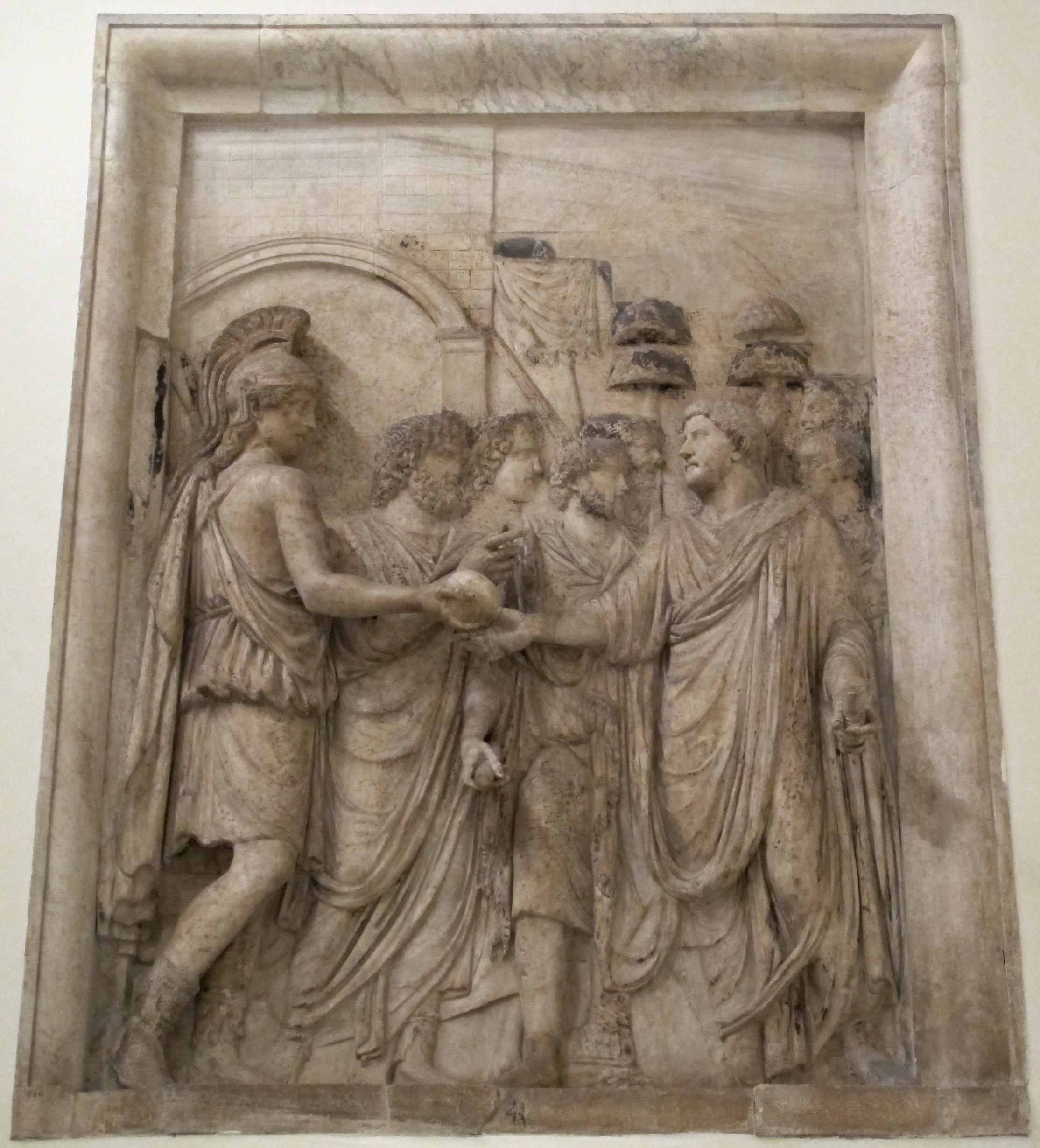
Adventus di Adriano (da Piazza Sciarra, oggi ai Musei Capitolini)
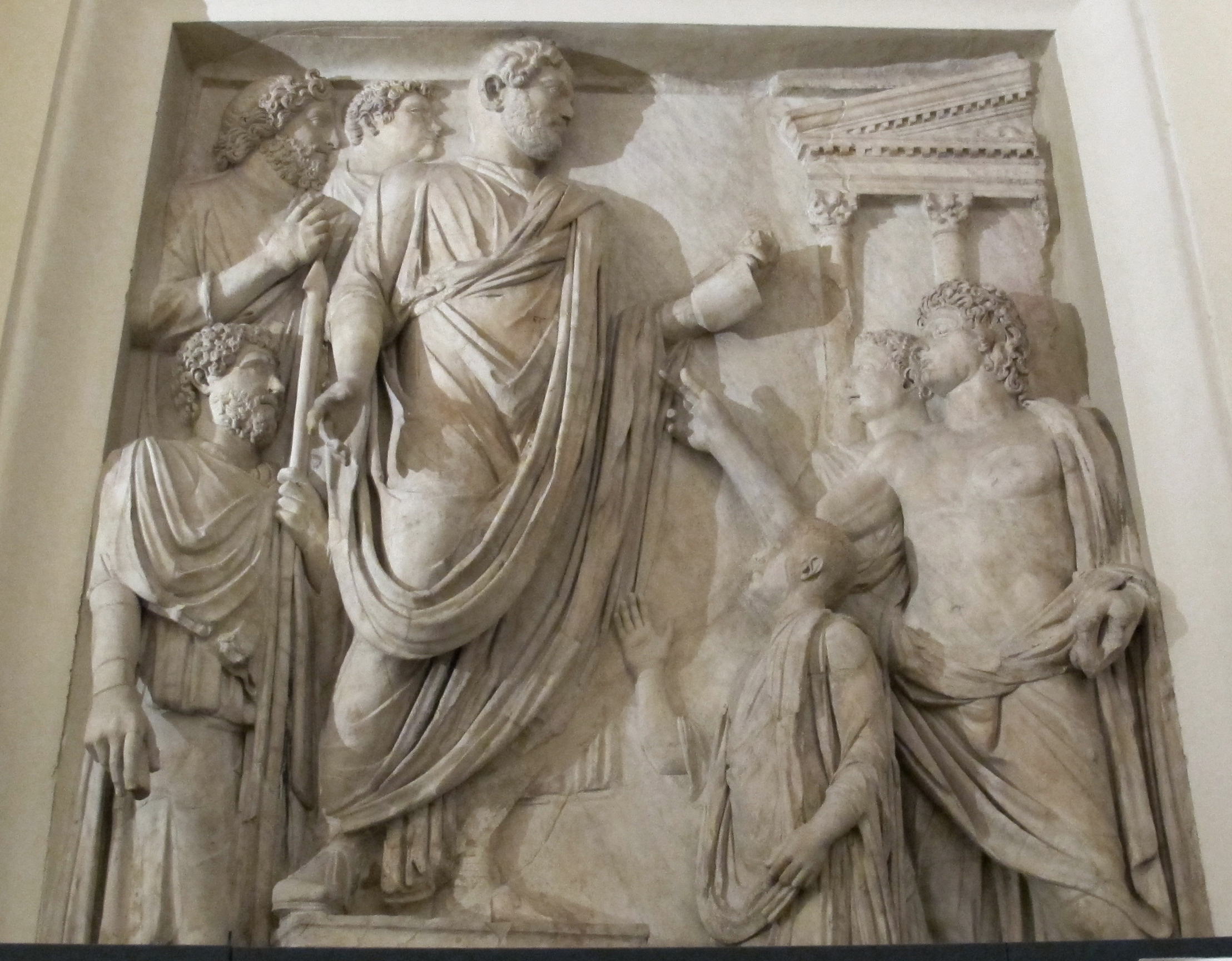
Elargizione alimentare (dall'arco di Portogallo, oggi ai Musei Capitolini)
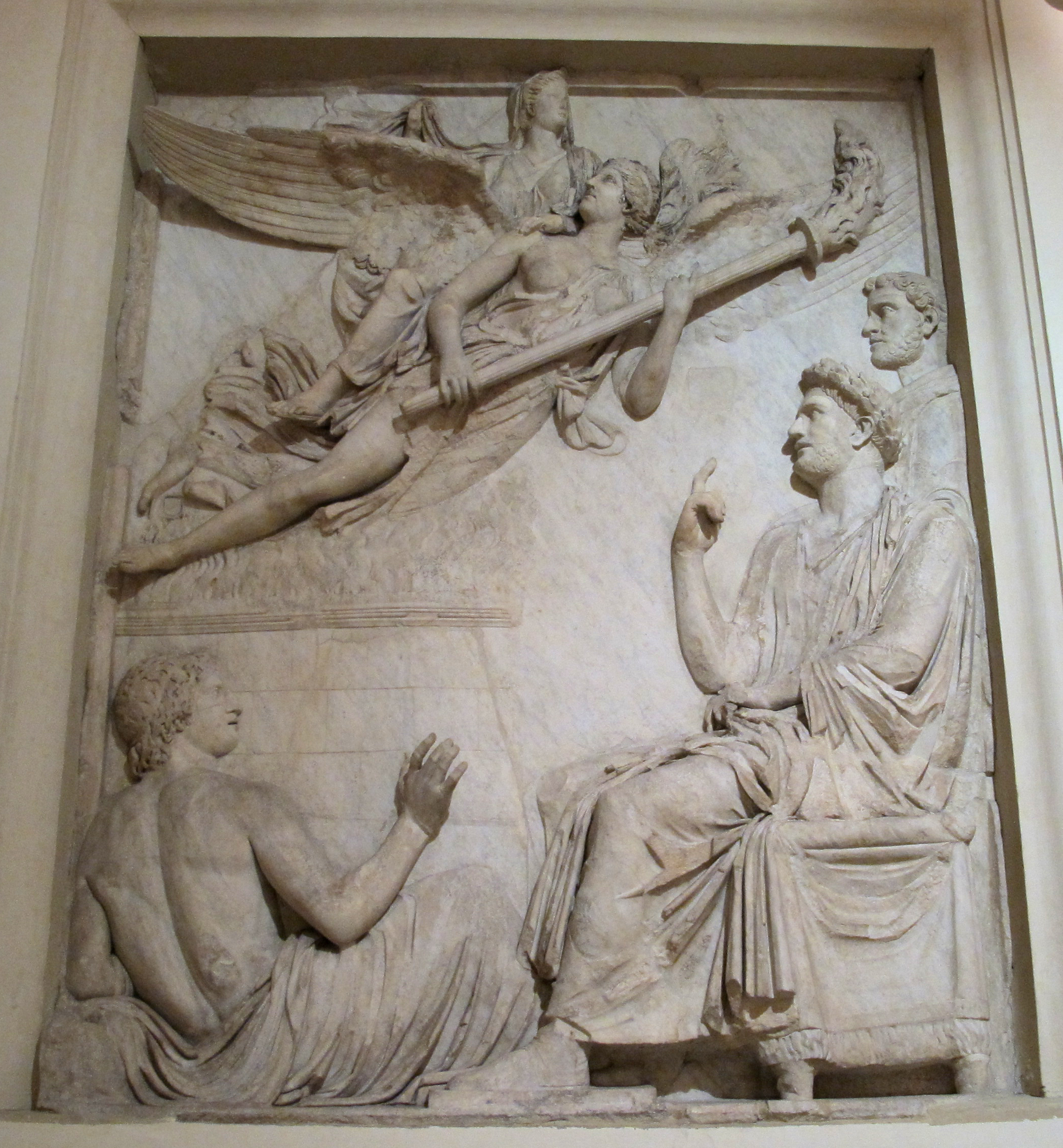
Apoteosi di Vibia Sabina (dall'arco di Portogallo, oggi ai Musei Capitolini)
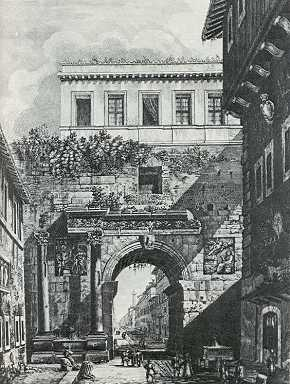
Ricostruzione ideale dell'aspetto dell'arco nel XVI secolo; incisione del 1835 di Luigi Rossini